# Westendorf (Tyrol)
 Denne artikel omhandler Westendorf i Tyrol. Opslagsordet har også en anden betydning, se Westendorf.
Westendorf er en kommune i Kitzbühel-distriktet, som ligger 13,7 km vest for Kitzbühel og 12 km sydøst for Wörgl i Brixental-dalen. Området er både et populært skisportssted om vinteren og et populært rejsemål om sommeren.